# Dick's Sporting Goods Park
Le Dick's Sporting Goods Park est un stade uniquement consacré au football situé à Commerce City près de la ville de Denver, Colorado.
Construit entre 2005 et 2007, il accueille les matchs des Rapids du Colorado qui évolue en Major League Soccer.

## Histoire
Le stade se situe dans la banlieue de Denver à Commerce City, près de l'ancien aéroport international Stapleton.
Il fait partie d'un complexe sportif composé de 24 terrains de football qui accueille des matchs des équipes de jeunes joueurs de football.
Le stade appartient à la ville de Commerce City et est exploité par la société Kroenke Sports Enterprises (KSE) qui possèdent les Rapids du Colorado, l'Avalanche du Colorado, les Nuggets de Denver, le Crush du Colorado et le Mammoth du Colorado et qui a des parts dans le club anglais d'Arsenal FC.
Le coût de construction du complexe est estimé à 131 millions $USD à la charge de la ville et de KSE.
Le stade porte le nom de Dick's Sporting Goods, une société spécialisée dans la vente d'articles de sports. Celle-ci possède 409 magasins aux États-Unis.
Le premier match officiel a eu lieu le 8 avril 2007 contre l'équipe du D.C. United.
Il a aussi accueilli le Match des étoiles de la MLS 2007, un match de qualification au mondial 2010 entre les États-Unis et le Guatemala et aussi des matchs de crosse ainsi que le Mile High Music Festival en juillet 2008.

## Construction
Le stade a été construit entre 2005 et 2007 par la société Populous.